# Ura
Ura es la denominación de un antiguo municipio, INE-095162 y una localidad perteneciente al municipio de Covarrubias, en la provincia de Burgos, en España, comarca de Arlanza.

## Situación

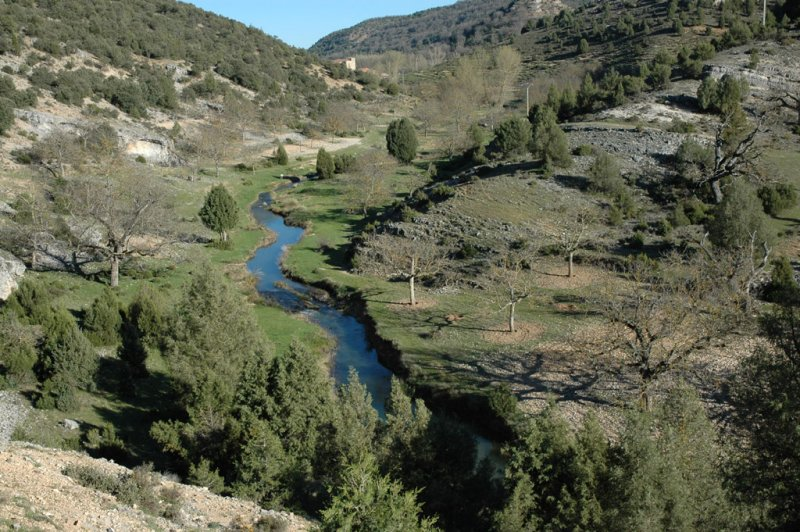
Río Mataviejas en el Desfiladero de Ura.

En el valle del río Mataviejas, entre Castroceniza y Puentedura, dista 10 km de la capital del municipio, Covarrubias.  Ura es un enclave rodeado por los términos municipales de Quintanilla del Coco, Cebrecos y Puentedura.

## Valores medioambientales
En el Espacio Natural de los Sabinares del Arlanza, el desfiladero, con una longitud de 5 km, es una estrecha y serpenteante garganta rocosa abierta por el río, que finaliza en el más amplio valle de Tabladillo en la población de Castroceniza. 
El maduro sabinar y las abundantes aves rapaces, en especial buitres leonados, que anidan en sus inaccesibles repisas rocosas son fácilmente observables y la ruta a lo largo del cañón es de dificultad baja y está claramente señalizada.

### Vegetación
Encinas y sabinas en las laderas montañosas, fresnos, chopos, sauces y mimbreras en la ribera del río Mataviejas.

### Fauna
Martín pescador, mirlo acuático, buitres leonados, alimoche, águila real, halcón peregrino, cernícalo vulgar y búho real. Jabalíes, corzos, tejones y gatos monteses.

## Reseña histórica

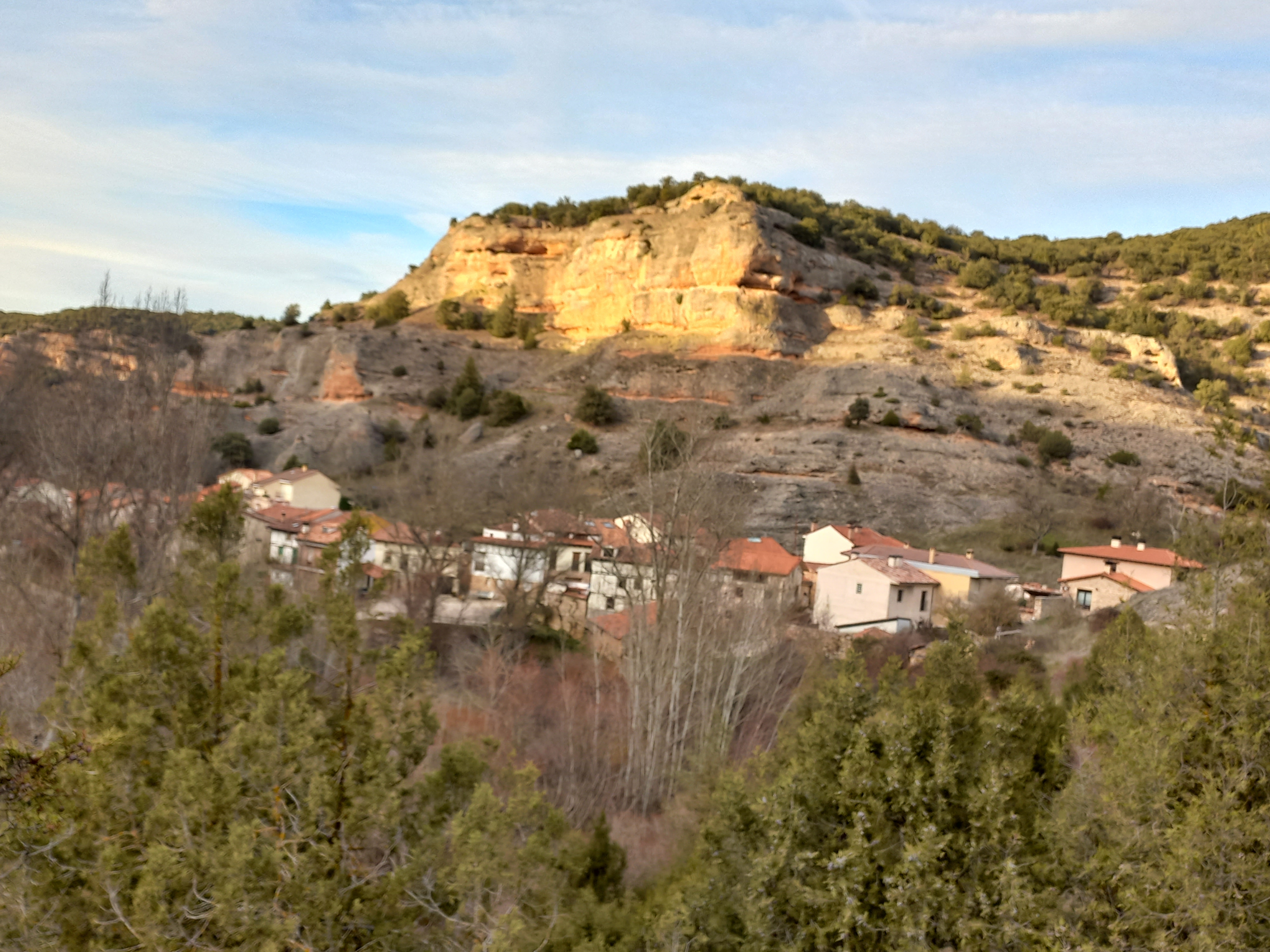
Vista general de la población desde el cañón del río Mataviejas.

Castro celtibérico levantado por los turmogos que eligieron los más elevados riscos que bordean la garganta del río Mataviejas.
Con la llegada de los romanos mantuvo el castro su actividad, como atestiguan restos de moldes cerámicos del siglo V.
Se repobló tras la invasión musulmana y durante el siglo IX se fundó el monasterio femenino de San Amés de Ura, en cuyos alrededores surge la que sería capital del alfoz de Ura, con jurisdicción sobre Puentedura, Covarrubias y Retuerta.
Primera cita documental en el año 978 procedente del diploma fundacional de Covarrubias.
En el Censo de Pecheros de Carlos I (1528) figura como Vra, en la Intendencia de Burgos, Partido de Nebreda, comunicando 27 vecinos pecheros.
Según el censo de Castilla de 1591, figura como Hura, dentro del Partido de Nebreda, y comunica 22 vecinos, de los cuales 21 son pecheros.

## Geografía urbana
Aldea recogida a la sombra de los riscos de la garganta del Mataviejas que gira en torno a su estrecha calle, paralela al río, donde aún hay casas habitadas con la arquitectura popular de la zona.

## Edificios de interés
Iglesia parroquial de San Martín, de estilo gótico y levantada sobre otra de estilo románico.

## Población
En 1842, contaba con 19 habitantes.
En 1857 contaba con 12 hogares y 35 vecinos.
Entre el censo de 2006 y el anterior, este municipio desaparece porque se integra en el municipio 09311 Retuerta
Evolución de la población
| Gráfica de evolución demográfica de Ura entre 2000 y 2020          |
|                                                                    |
| Población de derecho (2000-2020) según el padrón municipal del INE |